# Humming Along
Humming Along è un EP del cantautore Duncan Sheik, pubblicato nel 1998 simultaneamente all'album Humming.
L'EP, realizzato esclusivamente per il mercato indipendente, contiene cover di brani di artisti come Nick Drake, Depeche Mode, The Smiths e David Sylvian.

## Tracce
1. "River Man" (Nick Drake)
2. "Blasphemous Rumors" (Depeche Mode)
3. "Reel Around the Fountain" (The Smiths)
4. "Orpheus" (David Sylvian)